# Little Pad
«Little Pad» es una canción escrita por Brian Wilson que fue grabada por la banda de rock estadounidense The Beach Boys y lanzado en su álbum Smiley Smile de 1968. En la canción, el grupo canta al unísono sobre querer un "little pad en Hawái" acompañados por una guitarra hawaiana, un órgano y una percusión clip-clop.

## Composición
Un collage pop psicodélico con elementos de música hawaiana, las únicas letras de la canción tratan de la posibilidad de tener una pequeña casa junto al mar en Hawái. A diferencia de muchas otras canciones de Smiley Smile, "Little Pad" no se originó durante las sesiones de SMiLE, el álbum que fue abortado por la banda y reemplazado por Smiley Smile. Comenzando la vida como la breve pieza "Hawaiian Song", y "Little Pad" fueron grabadas el 19-21 de junio y el 28 de 1967. Ambas canciones fueron combinadas en una sola.

## Recepción
El autor Andrew Hickey dijo que "la canción no es nada, pero es una interpretación vocal suave, sincera y hermosa". El escritor Domenic Priore dijo que la canción es "uno de los mejores momentos del grupo".